# Années 1280

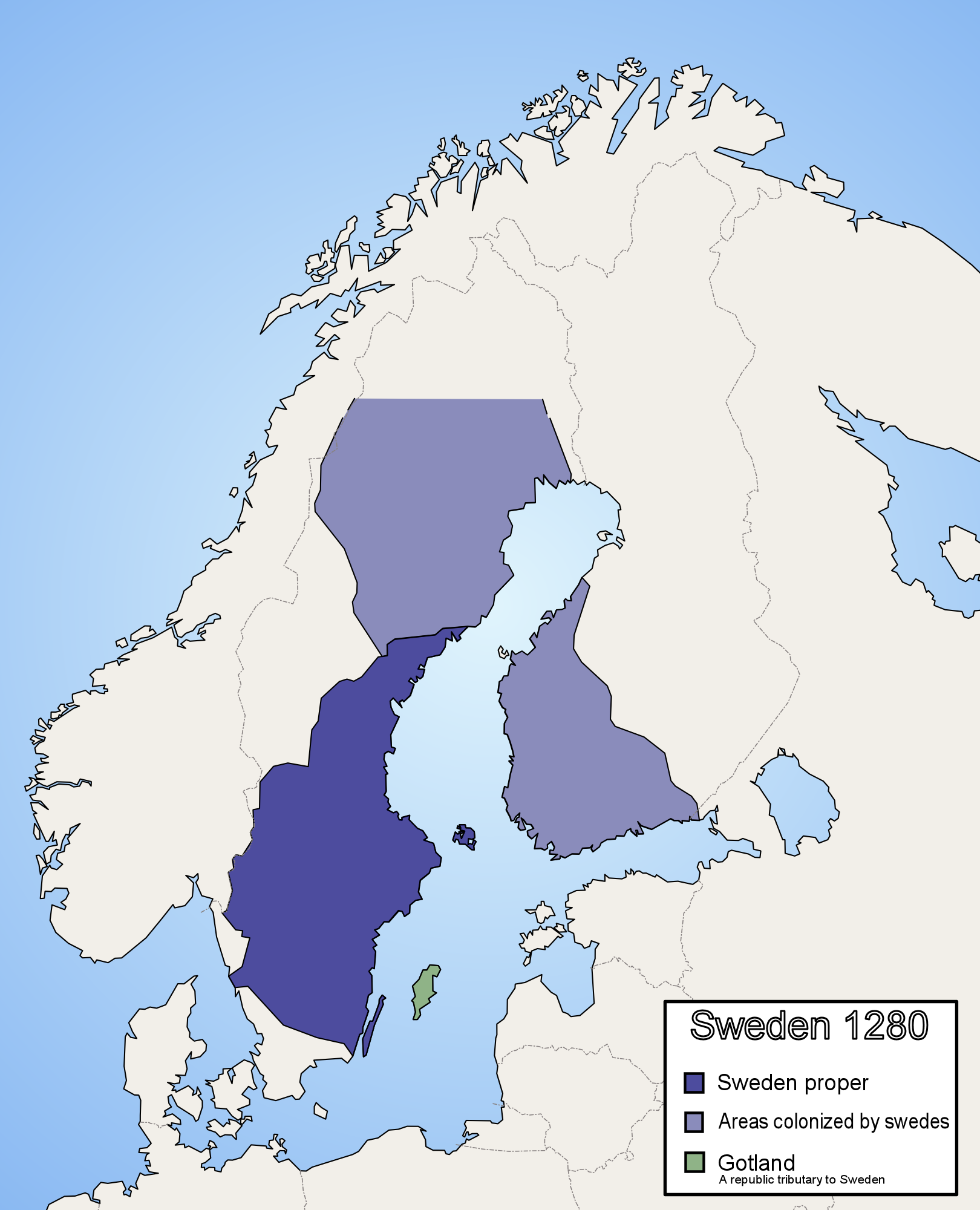
Carte de la Suède en 1280.

Les années 1280 couvrent la période de 1280 à 1289.

## Évènements
- Vers 1280 :
  - riches sépultures māori archaïques du site de Wairau Bar (en), dans le nord de l’île Sud de la Nouvelle-Zélande[1]. Elles témoignent d’une société hiérarchisée à transmission héréditaire (« bouteilles » à eaux faites avec des coquilles d’œuf de moa, colliers d’osselets sculptés en dents de baleine, dents de requin, herminettes de pierre polie, hameçons et harpons en os, etc.).
  - selon la tradition orale, un des successeurs de l’oba Eweka, aurait favorisé le travail du bronze par les artisans du Bénin en faisant venir d’Ife le bronzier Igueba[2].
- Vers 1280-1340 : la migration des paysans allemands se poursuit en Bohême , en Silésie et en Poméranie[3].

- 1281-1289 : échec des expéditions des Mongols au Japon (1281) puis en Asie du Sud-Est ; Champa (1281, 1283), Annam(1285, 1287), Birmanie (1287), où les guerriers mongols sont décimés par le climat tropical[4].
- 1282 : vêpres siciliennes et début du conflit entre la maison d'Aragon et la maison d'Anjou pour la possession du royaume de Sicile (1282-1295)[5].
- 1282-1288 : guerre entre Gênes et Pise. Bataille de la Meloria (1284)[6].
- 1283-1289 : guerre de succession du Limbourg. Bataille de Worringen (1288)[7].
- 1283-1305 : propagation de la culture germanique en Bohême sous le règne de Wenceslas II[8].
- 1284-1290 : guerre de succession en Castille[9].
- 1284-1285 : croisade d'Aragon[5].
- 1284-1285 : conflit entre la Hanse et le roi de Norvège[10].
- 1287 : un raz-de-marée transforme le lac Flevo en golfe marin, le Zuiderzee[11].

- La philosophie kabbalistique juive se développe. Le philosophe juif espagnol Rashba (Rabbi Shlomo ben Adret) tranche la « question de Maïmonide » qui divise la communauté juive : les jeunes juifs doivent pratiquer le Talmud et ses commentaires autorisés de la tradition tosafiste (ceux « qui ajoutent » des commentaires au Talmud), puis après l’âge de vingt ans, sous la surveillance d’un maître, ils peuvent lire Maïmonide, voire Aristote et Averroès. En réaction avec la diffusion des idées rationalistes de Maïmonide, les Cabalistes, suivis par le petit peuple juif, propagent une doctrine mystique en faveur de la foi, de la vie intérieure, de l’adhésion de l’âme et non de l’intelligence à la croyance divine (Josef ha-Cohen de Soria, Josef Gikatila d’Aragon, Todros de Tolède, Abraham Abulafia de Tudela). Le livre le plus célèbre est le Zohar (« Le Livre des Splendeurs ») écrit en araméen tardif, anonyme, se référant à simon bar Yohaï, maître de Méron en Haute-Galilée au début de l’ère talmudique, l’un des premiers prédicateurs de l’extase et de l’adhésion mystique. Le Zohar serait en fait l’œuvre du castillan Mossé de León (vers 1280-1300)[12].
- Andronic II Paléologue  (1282-1328) ressuscite l’université de Constantinople sous le nom de Musée (Mouseion), placée sous l’autorité du Grand Logothète[13].

## Personnages significatifs

### Culture et religion
- Adam de la Halle - Salomon ben Aderet - Roger Bacon - Cimabue - Duccio di Buoninsegna - Martin IV - Jean de Montecorvino - Raymond Lulle - Marco Polo -

### Politique
- Andronic II Paléologue - Arghoun - Balbân - Boleslas II de Mazovie - Charles II d'Anjou -  Denis Ier de Portugal - Édouard Ier d'Angleterre -  Éric II de Norvège - Éric VI de Danemark - Georges Ier Terter - Henri II de Chypre - Hugues III de Chypre - Jacques II de Majorque - Jean Ier de Brabant - Kaiqûbâd - Kubilai Khan - Ladislas IV de Hongrie - Marguerite Ire d'Écosse - Mathieu Ier Visconti - Nogaï - Otton Visconti - Philippe III de France - Philippe IV de France - Pierre III d'Aragon - Qaïdu - Qala'ûn - Rodolphe Ier du Saint-Empire - Roger de Lauria - Sanche IV de Castille - Stefan Uroš II Milutin  - Venceslas II de Bohême - Yagbéa-Syon